# Phorbia minuta
Phorbia minuta este o specie de muște din genul Phorbia, familia Anthomyiidae, descrisă de Masayoshi Suwa în anul 1994.
Este endemică în Nepal. Conform Catalogue of Life specia Phorbia minuta nu are subspecii cunoscute.